# Mihály Bauer
Mihály Bauer   (Budapest, 20 de setembre de 1874 - Budapest, 6 de febrer de 1945) va ser un matemàtic hongarès.

## Vida i obra
Bauer, d'ascendència jueva, va estudiar matemàtiques a la Universitat Tècnica de Budapest, tenint com a mestres Gyula Kőnig i Gusztáv Rados. El curs 1895-96 va obtenir una beca per estudiar a l'estranger.
Als divuit anys ja havia publicat alguns articles científics. Va exercir diversos llocs acadèmics a la Universitat Tècnica de BUdapest fins al 1936 en que va ser obligat a retirar-se per les lleis racials del moment. L'any 1922 va ser el primer guanyador del premi Gyula König establert per la Societat de Matemàtic i Física Loránd Eötvös.
El 1944, per la seva condició de jueu, va ser internat en el camp de concentració provisional instal·lat a les instal·lacions hípiques de Tattersall, al número 7 del carrer Kerepesi (Budapest). Fou alliberat i traslladat al gueto. Va morir pocs dies després de l'alliberació de la ciutat dels nazis, en una caiguda al carrer.
Tot i haver estat víctima de l'antisemitisme de l'època, Bauer va publicar més d'un centenar d'articles, essent les seves especialitats l'àlgebra i la teoria de nombres.